# Titularbistum Uchi Maius
Uchi Maius (ital.: Uchi Maggiore) ist ein Titularbistum der römisch-katholischen Kirche.
Es geht zurück auf einen untergegangenen Bischofssitz in der gleichnamigen antiken Stadt, die in der römischen Provinz Africa proconsularis (heute nördliches Tunesien) lag. Der Bischofssitz war der Kirchenprovinz Karthago zugeordnet.
| Titularbischöfe von Uchi Maius |                   |                                         |                  |                   |
| Nr.                            | Name              | Amt                                     | von              | bis               |
| 1                              | Vekoslav Grmič    | Weihbischof in Maribor (Slowenien)      | 27. Februar 1968 | 21. März 2005     |
| 2                              | Remídio José Bohn | Weihbischof in Porto Alegre (Brasilien) | 18. Januar 2006  | 28. Dezember 2011 |
| 3                              | John Dolan        | Weihbischof in San Diego (USA)          | 19. April 2017   | 10. Juni 2022     |